# Ghorawadi-Höhlen

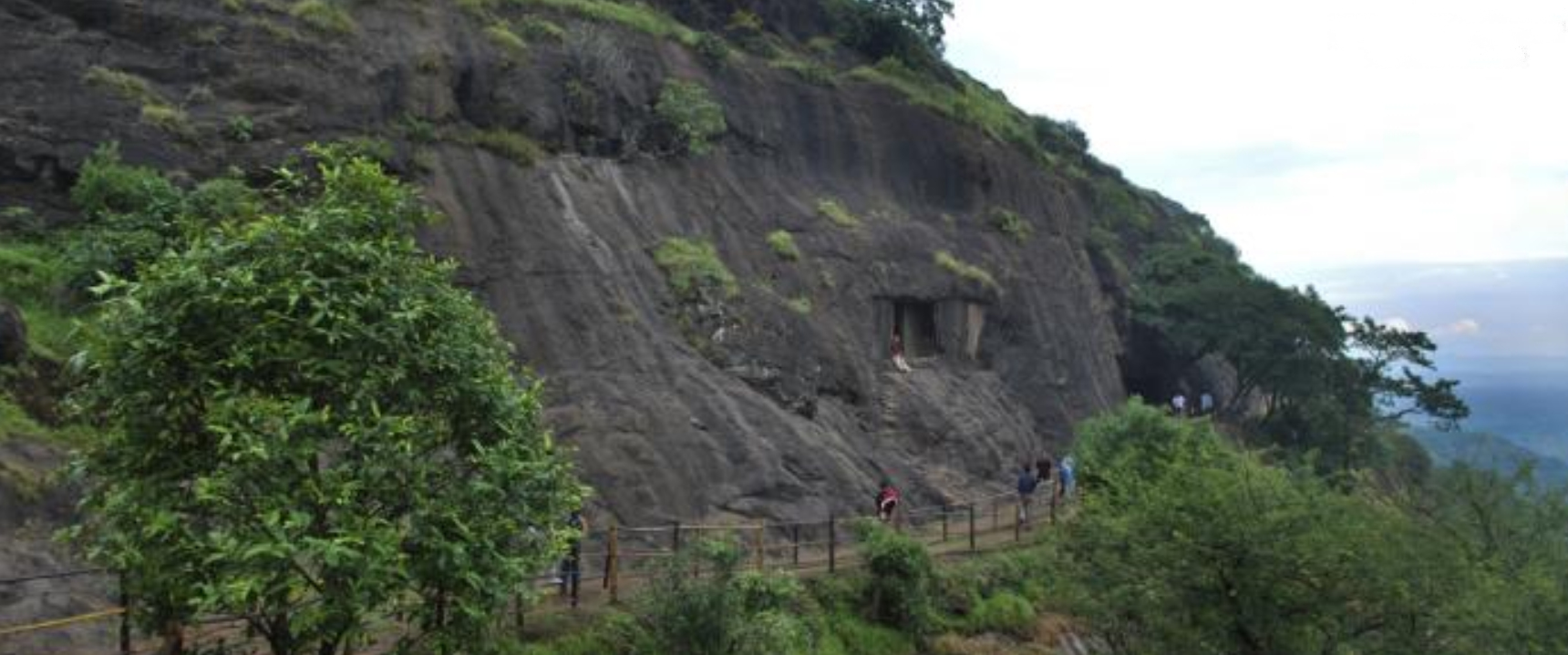
Ghorawadi-Höhlen

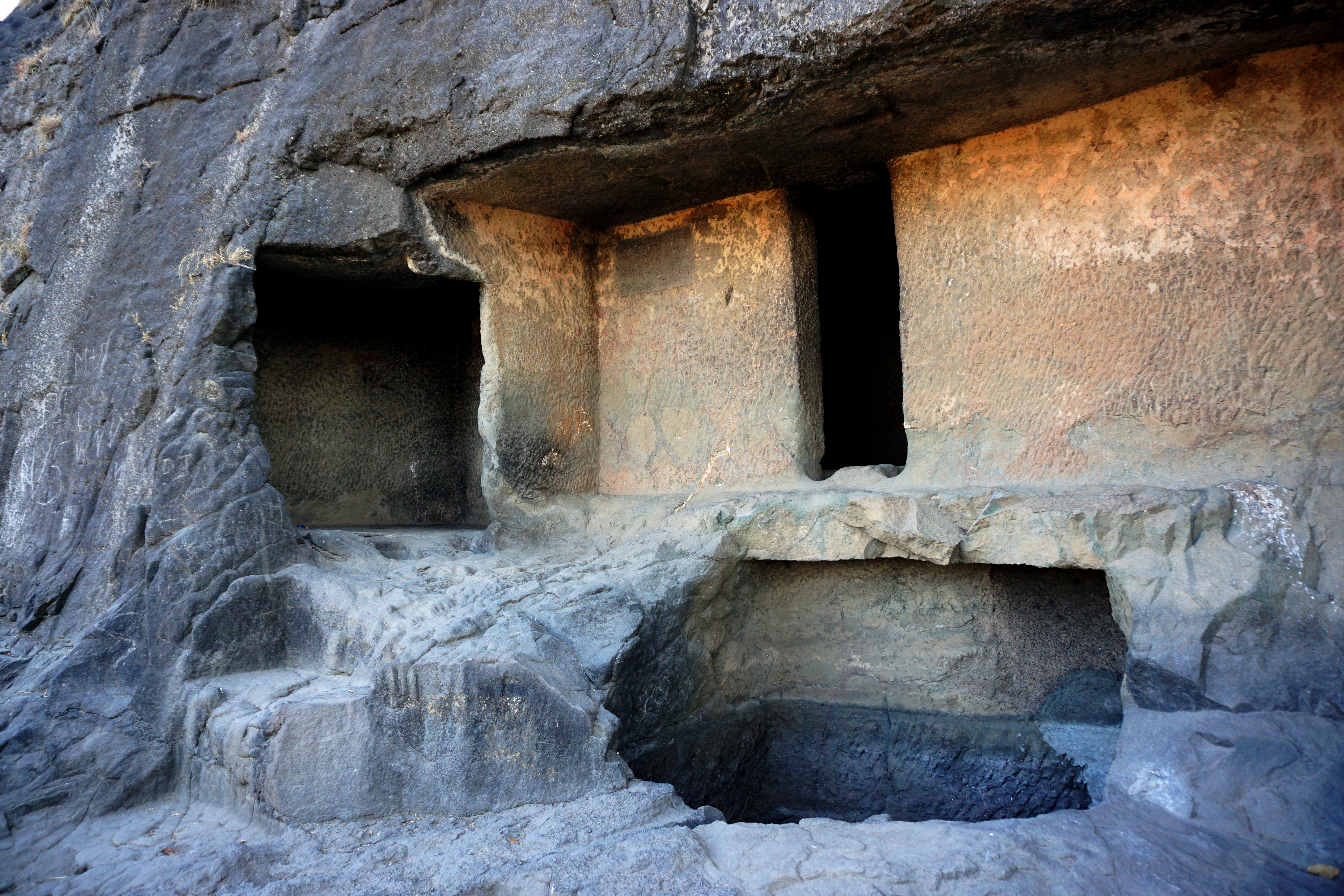
Felshöhle und Zisterne

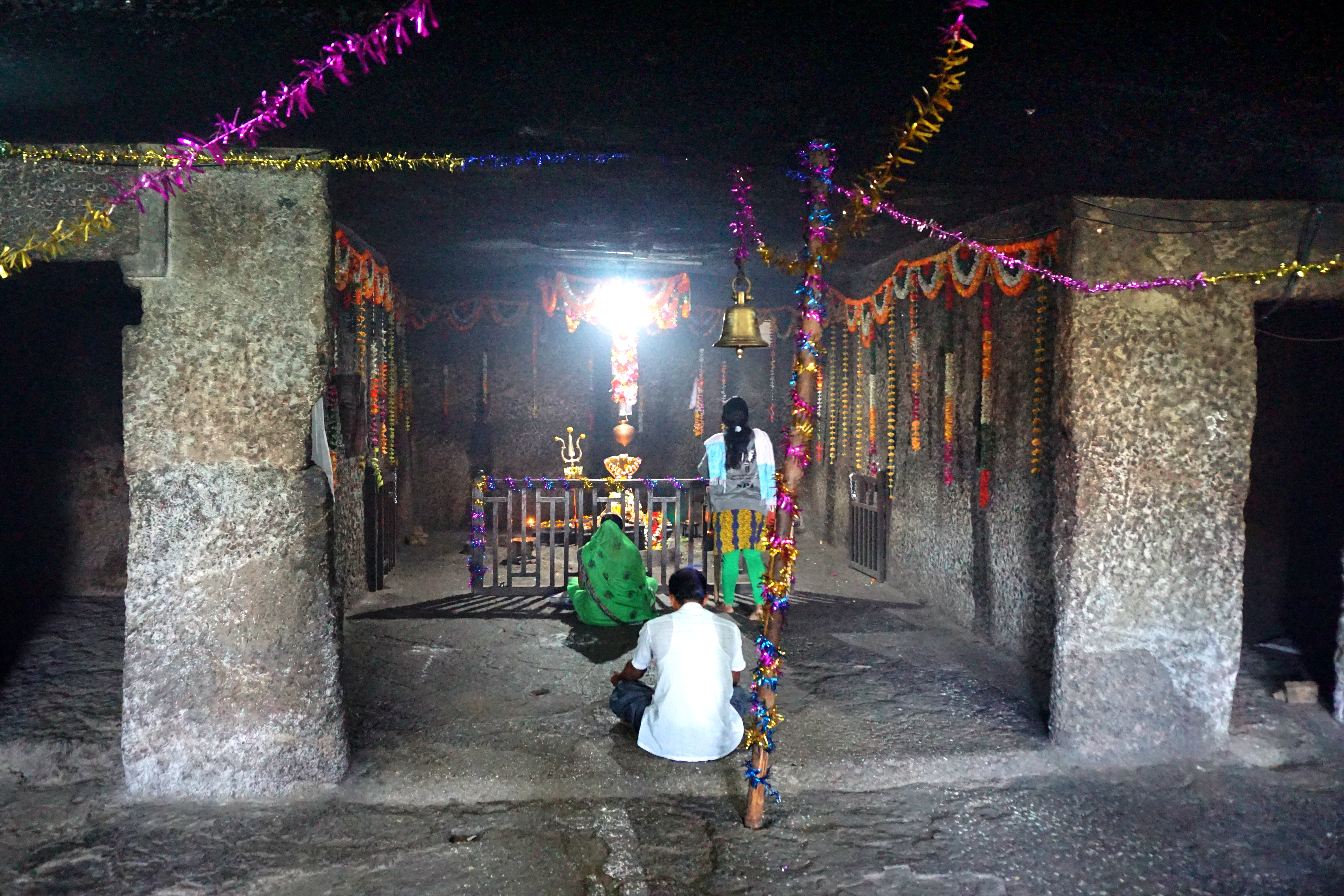
Hinduistische Kultstätte

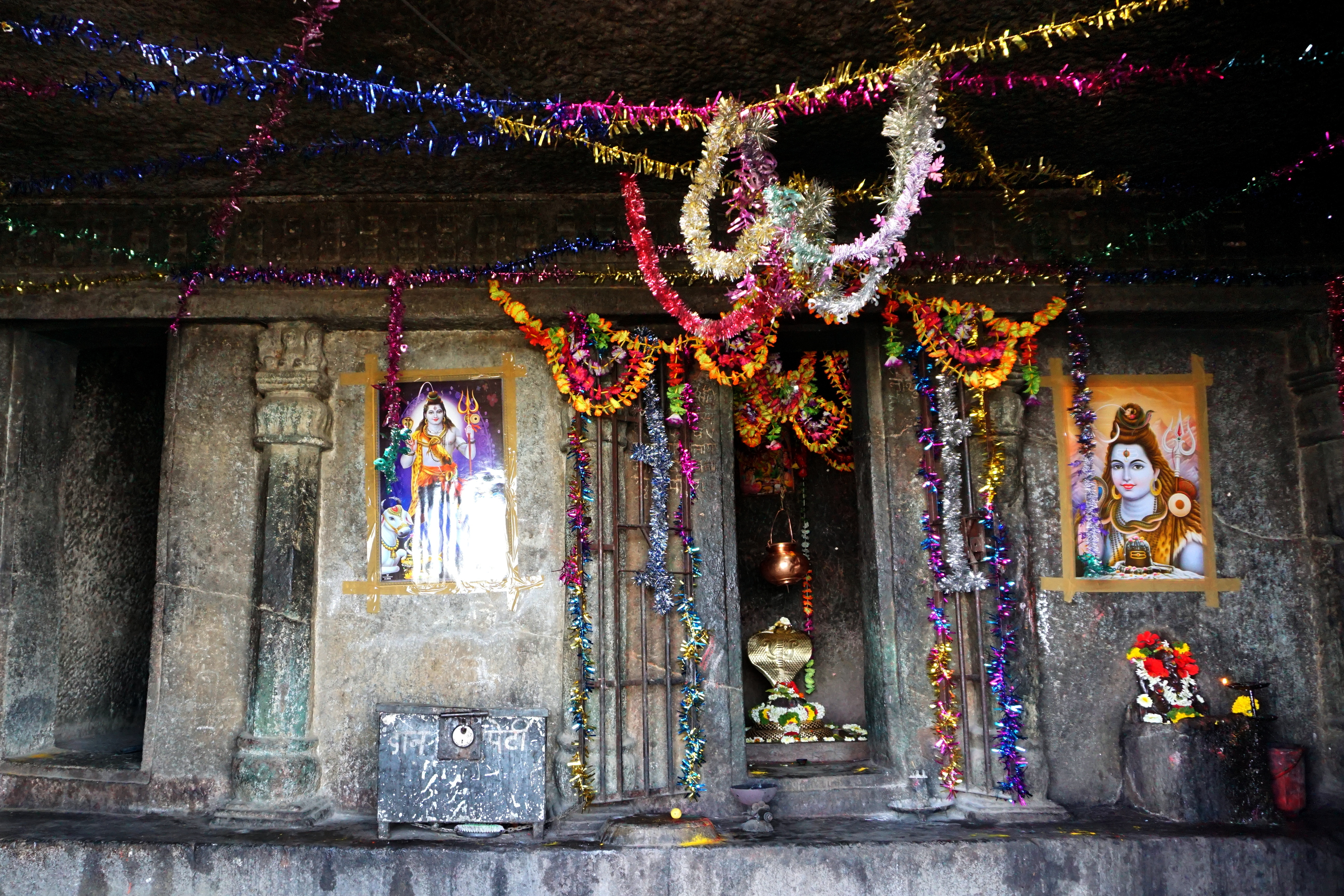
Hinduistische Kulthöhle

Die Ghorawadi-Höhlen (auch englisch Ghoradeshwar caves oder Shelarwadi caves) im Distrikt Pune im indischen Bundesstaat Maharashtra bildeten zusammen ein buddhistisches Höhlenkloster, welches jedoch im Lauf der Zeit zu einer hinduistischen Kultstätte umgewandelt wurde.

## Lage
Die etwa 700 m hoch gelegenen Ghorawadi-Höhlen liegen in den Felsabbrüchen oberhalb einer über das Dekkan-Plateau und die Westghats verlaufenden alten Handelsstraße (heute Mumbai Pune Expressway), die von Pune (ca. 35 km südöstlich) über Lonavla (ca. 38 km nordwestlich) zu den Häfen an der Arabischen See führte. Die nächstgelegene Ortschaft ist Shankarwadi (gut 1 km Fußweg nördlich). Auf der Talsohle fließt die von vielen als heilig verehrte Indrayani, ein Nebenfluss der Bhima.

## Geschichte
Ursprünglich war die Stätte ein buddhistisches Kloster mit späteren hinduistischen Hinzufügungen. Nach dem Ende des Buddhismus wurde die Anlage vorübergehend gänzlich aufgegeben oder aber von den Bewohnern der umliegenden Ortschaften (meist Hindus) in geringem Umfang weiter genutzt. Heute befindet sich hier ein regional bedeutsames Shiva-Heiligtum.

## Architektur
Die Anlage besteht aus einer zentralen Kulthalle (chaityagriha) mit flacher Decke und etwa 9 benachbarten Wohnhöhlen von unterschiedlicher Größe. Vor oder neben den Höhlen finden sich manchmal Zisternenbecken, in denen während der Monsunzeit Regenwasser gesammelt wurde.